# Anton Maglica
Anton Maglica (Brčko, 11. studenoga 1991.), hrvatski je profesionalni nogometaš koji trenutačno igra za Austriju Klagenfurt.

## Karijera

### Osijek
Svoj nogometni put počinje u mlađim uzrastima NK Orašja. Nakon odlaska na školovanje u Osijek priključuje se omladinskom pogonu NK Osijeka. Sa 17 godina upisuje svoj prvi seniorski nastup 31. svibnja 2009. godine u utakmici protiv Slaven Belupa ušavši kao zamjena za Josipa Kneževića. Svoj prvi gol za Osijek postiže u slavonskom derbiju protiv Cibalije za pobjedu od 1:0 20. studenog 2010. godine.

### Hajduk
U Hajduk dolazi iz NK Osijeka na ljeto 2012. godine nakon što je odbio ponudu da dođe u Dinamo. U Hajduku nosi broj 9. U svom 4. nastupu za Bile 12. kolovoza protiv Zagreba postiže s pet metara svoj prvijenac na Poljudu nakon ubačaja Gorana Jozinovića u 79. minuti. Sredinom kolovoza se ozljeđuje i izbiva s terena nešto više od dva mjeseca. U utakmici protiv Cibalije u Vinkovcima 2. ožujka 2013. godine prvi put postiže dva pogotka u jednom nastupu za splitske Bile. U prvoj utakmici finala kupa 2012./13. protiv Lokomotive postiže prvi pogodak u Hajdukovom preokretu 2:1 nakon samo četrdesetak sekundi nakon što je ušao u igru.
Sezonu 2013./14. završava kao prvi strijelac Bilih s 12 pogodaka.

### Apollon Limassol
U siječnju 2016. godine raskida ugovor s Hajdukom te prelazi u redove ciparskog Apollona.
Nakon prvenstvenog debija protiv Omonije, već u svojoj drugoj utakmici na Cipru postiže prvijenac u dresu Apollona. Zabio je Ermisu u utakmici drugog kola ciparskog kupa. U dresu Apollona vrlo brzo ulazi u formu te u malo manje od mjesec dana zabija u četiri prvenstvene utakmice u nizu. Zabio je protiv Ayia Nape, Doxe, Ermisa, a cijelu seriju pogodaka je okrunio svojim prvim hat-trickom u karijeri, u slavlju 3:1 protiv Pafosa.
Do kraja sezone uspijeva se upisati u strijelce još dva puta. Dana 19. ožujka 2016. zabio je Anorthosisu, a dva tjedna poslije i APOEL-u.
Uspješnu prvu polusezonu na Cipru zaključuje osvajanjem ciparskog kupa.

#### Sezona 2016./17.
Novu sezonu otvara sudjelovanjem u europskim pretkolima gdje njegov Apollon tijesno ispada od strane švicarskog Grasshoppera. Nakon toga osvaja Ciparski Superkup gdje je odigrao 57 minuta te je zabio prvi pogodak u slavlju od 2:1 protiv APOEL-a.
U siječnju 2017. godine hrvatski napadač je zabio jedini pogodak u ligaškom susretu protiv Anagennisija. Maglica je odigrao svih 90 minuta u 21. kolu ciparskog prvenstva.

## Statistike

### Klupska statistika
- Ažurirano 10. kolovoza 2018.
- Nas. = nastupi; Gol. = golovi

| Klub              | Sezona            | Liga | Liga | Kup  | Kup  | Europa | Europa | Ostalo | Ostalo | Ukupno | Ukupno |
| Klub              | Sezona            | Nas. | Gol. | Nas. | Gol. | Nas.   | Gol.   | Nas.   | Gol.   | Nas.   | Gol.   |
| ----------------- | ----------------- | ---- | ---- | ---- | ---- | ------ | ------ | ------ | ------ | ------ | ------ |
| NK Osijek         | 2008./09.         | 1    | 0    | —    | —    | —      | —      | —      | —      | 1      | 0      |
| NK Osijek         | 2009./10.         | 1    | 0    | —    | —    | —      | —      | —      | —      | 1      | 0      |
| NK Osijek         | 2010./11.         | 19   | 4    | 1    | 0    | —      | —      | —      | —      | 20     | 4      |
| NK Osijek         | 2011./12.         | 23   | 7    | 6    | 3    | —      | —      | —      | —      | 29     | 10     |
| NK Osijek         | Ukupno            | 44   | 11   | 7    | 3    | 0      | 0      | 0      | 0      | 51     | 14     |
| HNK Hajduk Split  | 2012./13.         | 17   | 5    | 7    | 1    | 2      | 0      | —      | —      | 26     | 6      |
| HNK Hajduk Split  | 2013./14.         | 31   | 12   | 1    | 0    | 4      | 0      | 0      | 0      | 36     | 12     |
| HNK Hajduk Split  | 2014./15.         | 21   | 7    | 4    | 4    | 5      | 1      | —      | —      | 30     | 12     |
| HNK Hajduk Split  | 2015./16.         | 16   | 0    | 2    | 2    | 5      | 2      | —      | —      | 23     | 4      |
| HNK Hajduk Split  | Ukupno            | 85   | 24   | 14   | 7    | 16     | 3      | 0      | 0      | 115    | 34     |
| Apollon Limassol  | 2015./16.         | 14   | 8    | 4    | 1    | —      | —      | —      | —      | 18     | 9      |
| Apollon Limassol  | 2016./17.         | 25   | 9    | 6    | 3    | 2      | 0      | 1      | 1      | 34     | 13     |
| Apollon Limassol  | 2017./18.         | 26   | 16   | 5    | 1    | 11     | 0      | 1      | 0      | 43     | 17     |
| Apollon Limassol  | 2018./19.         | 0    | 0    | 0    | 0    | 4      | 0      | 0      | 0      | 4      | 0      |
| Apollon Limassol  | Ukupno            | 65   | 33   | 15   | 5    | 17     | 0      | 2      | 1      | 99     | 39     |
| Ukupno u karijeri | Ukupno u karijeri | 194  | 68   | 36   | 15   | 33     | 3      | 2      | 1      | 265    | 87     |

Statistika u Hajduku
| Natjecanje        | Nastupi | Zgoditci |
| ----------------- | ------- | -------- |
| Prvenstvo         | 85      | 24       |
| Kup               | 14      | 7        |
| Superkup          | 0       | 0        |
| Međunarodne       | 16      | 3        |
| Splitski podsavez | 0       | 0        |
| Ukupno            | 115     | 34       |
| Prijateljske      | 29      | 14       |
| Sveukupno         | 144     | 48       |

## Klupski uspjesi
HNK Hajduk Split:
- Hrvatski nogometni kup (1): 2012./13.

Apollon Limassol:
- Ciparski kup (2): 2015./16., 2016./17.
- Ciparski Superkup (2): 2016., 2017.

## Vanjske poveznice
- Anton Maglica na transfermarkt.com
- Anton Maglica na int.soccerway.com